# Église presbytérienne d'East Liberty
L'Église presbytérienne d'East Liberty appelée aussi parfois cathédrale de l'espoir est une église du culte presbytérien située aux États-Unis dans l'État de Pennsylvanie, dans la ville de Pittsburgh. La paroisse est membre de l'Église presbytérienne (USA).

## Historique
Elle a été construite de 1931 à 1935. La construction qui a coûté 4 millions de $ de l'époque a été financée par les dons d'un riche homme d'affaires local, Richard B. Mellon et de sa femme qui ont voulu construire un bâtiment en l'honneur de leurs mères. 
L'architecte est Ralph Adams Cram de l'agence Cram and Ferguson qui a reçu carte blanche pour bâtir la plus belle église à la gloire de Dieu qu'il puisse créer. Il considère que cette église d'inspiration néogothique est son chef-d'œuvre.

## Dimensions
Les dimensions de l'édifice sont les suivantes ;
- Hauteur de la nef ; 22,9 m
- Hauteur de la flèche centrale du transept ; 91,4 m

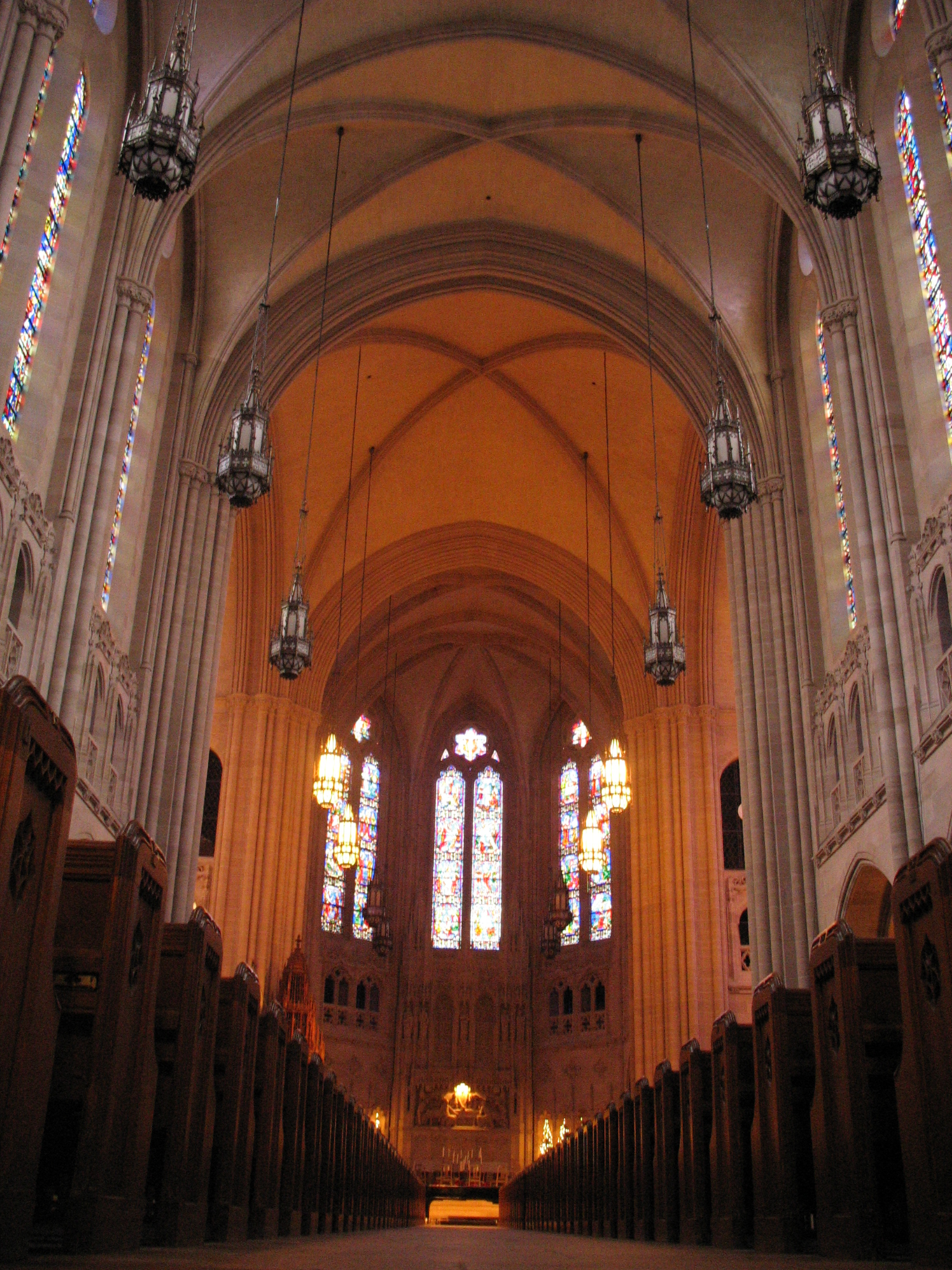
Intérieur de l'édifice

- Largeur au transept : 35,7 m